# Épinay-sur-Seine
Épinay-sur-Seine je město v severní části metropolitní oblasti Paříže ve Francii v departmentu Seine-Saint-Denis a regionu Île-de-France. Od centra Paříže je vzdálené 11,3 km.

## Geografie
Sousední obce: Saint-Denis, Villetaneuse, L'Île-Saint-Denis, Argenteuil, Saint-Gratien, Montmagny, Enghien-les-Bains a Deuil-la-Barre.

## Vývoj počtu obyvatel
Počet obyvatel

## Doprava
Épinay-sur-Seine je dostupné linkou RER C a autobusy RATP číslo 138, 154, 238, 261, 354 a 361.

## Pamětihodnosti
- kostel Notre-Dame-des-Missions

## Osobnosti
- Rose Bertin (1747–1813), švadlena a kloboučnice královny Marie Antoinetty
- Charles Maurice de Talleyrand-Périgord (1754–1838), státník a diplomat
- Bernard Germain de Lacépède (1756–1825), přírodovědec a svobodný zednář
- Nicolas-Joseph Maison (1771–1840), generál, maršál Francie a státník
- Fratellini, cirkusová rodina
- Jean-Claude Bouillon (1941–2017), herec

## Partnerská města
- Alcobendas, Španělsko
- Oberursel, Německo
- South Tyneside, Velká Británie